# Roger J. Price
Roger J. Price (* 18. November 1934 in Paris, Logan County, Arkansas; † 4. Juli 2011 in San Antonio, Bexar County, Texas) war ein Generalmajor der United States Army. Er war unter anderem Kommandeur der 2. Panzerdivision.
Roger Price war ein Sohn von Herbert Price und dessen Frau Elizabeth Erker. Über das ROTC-Programm der University of Notre Dame gelangte er Mitte der 1950er Jahre in das Offizierskorps des US-Heeres. In der Armee durchlief er anschließend alle Offiziersränge vom Leutnant bis zum Zwei-Sterne General.
Im Lauf seiner militärischen Karriere absolvierte Price verschiedene Kurse und Schulungen. Dazu gehörten unter anderem der Infantry Officer Basic Course, der Infantry Officer Advanced Course, das Command and General Staff College und das Naval War College. Außerdem erhielt er einen akademischen Grad von der Syracuse University.
Im Lauf seiner Karriere als Offizier kommandierte Roger Price Einheiten auf fast allen militärischen Ebenen bis hin zum Divisionskommandeur. Hinzu kamen auch Aufgaben als Stabsoffizier in verschiedenen Hauptquartieren. Er kommandierte Einheiten der 1., der 2. und der 3. Panzerdivision, die teilweise in Deutschland stationiert waren. Zwischenzeitlich war er Stabschef bei der 1. Kavalleriedivision (Panzer). In Deutschland kommandierte er dann die 3. Brigade der 1. Infanteriedivision, die damals den Namen 1st Infantry Division (FWD) trug. Damit war Price aber nicht der Kommandeur der gesamten 1. Infanteriedivision, sondern nur dieser in Deutschland stationierten Brigade.
Im weiteren Verlauf diente Roger Price in verschiedenen Generalstäben. Er war unter anderem beim Heeresministerium in Washington, D.C. Verbindungsoffizier zum Kongress (Assistant Congressional Liaison Officer). Dort gehörte er auch in verschiedenen Funktionen der Haushaltsabteilung der Armee (G8) an.
Im Jahr 1979 erreichte Price mit seiner Beförderung zum Brigadegeneral die Generalsränge. Daran schloss sich eine Versetzung nach Heidelberg zu USAREUR an. Im dortigen Hauptquartier leitete er zunächst die Haushaltsabteilung (G8) und später die Stabsabteilung für Operationen (G3). Im Jahr 1984 war er auch der führende Offizier des US-Heeres für die Vorbereitung und Durchführung der Feierlichkeiten zum 40. Jahrestag der Alliierten Landung in der Normandie.
Am 24. Juni 1986 wurde der zwischenzeitlich zum Generalmajor beförderte Price neuer Kommandeur der 2. Panzerdivision im damaligen Fort Hood, dem heutigen Fort Cavazos. In dieser Funktion löste er Richard Scholtes ab. Rice behielt dieses Kommando zwei Jahre bis zum 24. Juni 1988. In dieser Zeit waren Teile seiner Division in Deutschland stationiert. Im Rahmen weltweiter Manöver wurden damals noch weitere Truppenteile der Division vorübergehend nach Europa entsandt. Nachdem er sein Kommando an Glynn C. Mallory Jr. übergeben hatte, wurde Price erneut ins Heeresministerium versetzt, wo er Abteilungsleiter in der Haushaltsabteilung war (Director of Army Budget). Seine letzte militärische Aufgabe war die des stellvertretenden Kommandeurs der 1. Armee. Im September 1990 schied er aus dem aktiven Militärdienst aus.
Der mit Carole A. Price  (1934–2023) verheiratete Offizier starb am 4. Juli 2011 in San Antonio in Texas und wurde auf dem Fort Sam Houston National Cemetery beigesetzt.

## Orden und Auszeichnungen
Roger Price erhielt im Lauf seiner militärischen Laufbahn unter anderem folgende Auszeichnungen:
- Legion of Merit
- Bronze Star Medal
- Meritorious Service Medal
- Army Commendation Medal